# Jackie Leuenberger
Jackie Leuenberger (* 1968 in Burgdorf; Künstlername Jackie) ist eine Schweizer Mundartsängerin.

## Leben
Ihren ersten Wettbewerb gewann Leuenberger mit 18 Jahren in der Burgdorfer Markthalle. Im Alter von 25 Jahren war sie Background-Sängerin in der Burgdorfer Band «Jeans und Plastik», mit welcher sie ihre erste CD veröffentlichte. 1996 wurde sie Frontfrau der Burgdorfer Band «Trinity», die sich in der christlichen Musikszene mit ihren selbst verfassten berndeutschen Liedern einen Namen gemacht und über 30'000 CDs verkauft hat.

## CDs
Solo-CDs:
- Gib mir ä Minute (2003)
- Südhang (2007)
- Chönig vo mim Härz (2009)
- Unger myni Huut (2012)

Jackie war bei folgenden CD-Projekten als Sängerin und/oder Songschreiberin involviert:
Chinderwält:
- Prinzässin Lillifee und die chli Seejungfrau
- Die schönschte Engelsgschichte
- Prinzässinne - Gschichte u Lieder
- Sicher im Verkehr
- Schuelhits